# De Generace
De Generace je páté studiové album skupiny Hudba Praha, vydané v roce 2010. Autory obalu jsou Karel Haloun a Luděk Kubík. Album vydalo vydavatelství 100PROmotion. Jedná se o první studiové album od roku 1996, kdy vyšlo album Divoký srdce.

## Seznam skladeb
| Pořadí | Název          | Autor            | Délka |
| ------ | -------------- | ---------------- | ----- |
| 1.     | De Generace    | Ambrož           | 3:20  |
| 2.     | Dívám se       | Ambrož           | 5:13  |
| 3.     | Jinej svět     | Ambrož           | 4:32  |
| 4.     | Minulost       | Zatloukal, Malík | 3:12  |
| 5.     | Něco si kleklo | Ambrož           | 3:28  |
| 6.     | Nedá mi to     | Ambrož           | 4:18  |
| 7.     | Past           | Ambrož           | 3:19  |
| 8.     | Srdeční příběh | Ambrož           | 4:20  |
| 9.     | Uleť           | Albrecht         | 4:03  |
| 10.    | Změna je život | Ambrož           | 3:43  |

## Sestava
- Michal Ambrož – zpěv, kytara
- Jiří Jelínek – baskytara, violoncello
- Karel Malík – altsaxofon, zpěv
- Vít Malinovský – tenorsaxofon, barytonsaxofon, klarinet, harmonika, zpěv
- Kristýna Peteříková – zpěv
- Alena Sudová – zpěv
- Michal Šimůnek – bicí
- Vladimír Zatloukal – kytara, zpěv

Hosté
- Vladimír Pecha – el. efekty (10)
- Šimon Kotek – perkuse (3, 5, 9)